# スーダン航空139便墜落事故
スーダン航空139便墜落事故は、2003年7月8日にポートスーダンで発生した航空事故である。ポートスーダン新国際空港からハルツーム国際空港へ向かっていたスーダン航空139便（ボーイング737-2J8C）がエンジン故障に見舞われ、着陸復航中に墜落した。乗員乗客117人中116人が死亡した。

## 飛行の詳細

### 事故機
事故機のボーイング737-2J8C（ST-AFK）は、製造番号21169として1975年に製造された。同年8月29日に初飛行を行い、9月15日にスーダン航空に納入された。搭載されていたエンジンはプラット・アンド・ホイットニー社製のJT8D-7ジェットエンジンだった。

### 乗員乗客
| 国籍             | 乗客 | 乗員 | 合計 |
| ---------------- | ---- | ---- | ---- |
| スーダン         | 99   | 11   | 110  |
| インド           | 3    | 0    | 3    |
| イギリス         | 1    | 0    | 1    |
| 中国             | 1    | 0    | 1    |
| アラブ首長国連邦 | 1    | 0    | 1    |
| エチオピア       | 1    | 0    | 1    |
| 合計             | 106  | 11   | 117  |

139便の搭乗者の多くはスーダン人だった。乗客の中にはスーダン人の他、3人のインド人とイギリス人、中国人、アラビア人、エチオピア人各1人ずつが含まれていた。事故の唯一の生存者は2歳の少年だった。

## 事故の経緯
139便はEAT4時ごろにポートスーダン国際空港を離陸した。離陸から約15分後、パイロットは管制官にエンジン1基が故障したと報告した。139便は滑走路35へのILS進入を行ったが、砂嵐のためパイロットは滑走路を視認できず、着陸復航を行った。しかし、その最中に空港の東3マイル地点に墜落した。

## 事故調査
スーダンのムスタファ・オスマン・イスマイル外務大臣は、アメリカ合衆国の行った制裁処置のため、充分なスペアパーツを航空会社が入手出来なかったと述べた。事故機は何年もの間、整備がされていなかった。